# Einar Olavsson Fluga
Einar Olavsson Fluga (död 1483 i Jarlsö, Tönsberg) var en norsk riddare och norskt riksråd, som 1449  var positiv till en förening med Sverige.
Einar tillhörde den norska ätten Fluga och till vilken hans syter Ingjerd Olafsdatter och en samtidig man, förmodligen hans bror, med namnet Amund Fluga tillhörde.
Tillsammans med flera andra norska riksråd utformade Einar Fluga ett hyllningsbrev till kung Karl Knutsson på Båhus i februari 1449, och Karl Knutsson kröntes i Trondheim den 23 november 1449, varvid Einar Fluga och 19 andra norrmän slogs till riddare av Karl Knutsson, som insatte Einar Fluga och Aslak Turesson som riksståthållare i Norge.
Efter att Karl Knutsson gett upp Norge, flydde Einar Fluga till Sverige, men återvände och inträdde åter som norskt riksråd efter att han försonats med den danske kung Kristian I.
Efter att Kristian I dött, blossade Einar Flugas svenskvänliga sympatier upp, och han medverkade till ett kortvarigt förbud mellan Sverige och Norge, som resulterade i att Jon Svalesson Smør ( (riddare, riksråd och hövitsman på Bergenshus)) blev insatt som drots av Norge.
Från Einar Flugas äktenskap med en okänd kvinna är en son och tre döttrar kända.
Einar Olavsson Fluga var, enligt brev skrivet på Gökholms slott i februari 1460, gift med Helena Larsdotter (Aspenäsätten), änka efter Haakon Agmundsson Bolt. Enligt brevet säljer Einar Fluga "med samtycke av sin älskade hustru Elin Laurensdotter" sin gård Lökstad i Södra Råda socken med flera egendomar,
Einar Flugas fasta bostad i äldre ålder var på en gård med namnet Moseros. Han bodde också i Oslo, där han bodde vid sin död.
Einar Fluga och Jon Svalesson Smør drunknade 1483 under ett riksrådsmöte på Jarlsö utanför Tönsberg, där Norges riksrådsmöten hölls sedan 1200-talet. 
Sonen Peder Einarsson Fluga (Peder Einarsen Fluge) tog över flera gårdar i Spydeberg efter sin far.